# Alassane N'Dour
Alassane N'Dour (12 de diciembre de 1981 en Dakar) en un exfutbolista internacional de Senegal que se desempeñaba como defensor. Su último club fue Doxa Drama F. C. de Grecia

## Trayectoria
N'Dour jugó para AS Saint-Étienne y Troyes AC de la Ligue 1 francesa entre 2001 y 2007. En la temporada 2003/04 estuvo en préstamo en West Bromwich Albion de la Football League First Division (segunda división en Inglaterra.
En verano 2008 fue prestado al Walsall de la Football League One para jugar lo que restaba de la temporada. Su gran actuación ante Tranmere Rovers F.C. (partido donde salieron victoriosos 2-1) le hizo valer un lugar en el equipo de la semana de la FA.
En 2009 es contratado por el Doxa Drama F. C. de la segunda división de Grecia tras conseguir el ascenso.

### Clubes
| Club                             | País       | Año       |
| -------------------------------- | ---------- | --------- |
| AS Saint-Étienne                 | Francia    | 2001-2004 |
| West Bromwich Albion (préstamo)  | Inglaterra | 2003-2004 |
| Troyes AC                        | Francia    | 2004-2007 |
| Walsall Football Club (préstamo) | Inglaterra | 2008      |
| Doxa Drama F. C.                 | Grecia     | 2009-2010 |

## Selección nacional
Fue internacional con la selección de fútbol de Senegal en 8 ocasiones, entre ellas el Mundial 2002.

### Participaciones en Copas del Mundo
| Mundial                        | Sede                  | Resultado        |
| ------------------------------ | --------------------- | ---------------- |
| Copa Mundial de Fútbol de 2002 | Corea del Sur y Japón | Cuartos de final |